# Сомалиленд
Сомалиле́нд (сомал. Soomaaliland, араб. صوماليلاند‎, англ. Somaliland), официальное название — Респу́блика Сомалиле́нд (сомал. Jamhuuriyadda Soomaaliland, араб. جمهورية صوماليلاند‎, англ. Republic of Somaliland) — непризнанное государство в северной части Африканского Рога на территории бывшей колонии Британское Сомали. Признаётся международным сообществом как часть Сомали. Столицей и крупнейшим городом страны является Харгейса. Правительство Сомалиленда рассматривает своё государство правопреемником Британского Сомали, которое, в качестве непродолжительное время существовавшего независимого государства Сомалиленд, в 1960 году объединилось с Подопечной территорией Сомали (ранее Итальянское Сомали) в единое государство.
Территория Сомалиленда была заселена людьми около 10 000 лет назад во времена неолита. В древние времена её жители разводили коров и другой скот. На территории Сомалиленда обнаружены самые яркие примеры наскальной живописи в Африке. В Средние века на территорию Сомалиленда шло переселение иммигрантов из арабских стран. Согласно историям, которые некоторые исследователи считают легендами, переселенцы с Аравийского полуострова Исаак бин Ахмед и Абдирахман бин Исмаил аль-Джабарти основали кланы Исаак и Дарод, взяв себе жён из местного клана Дир. В ту эпоху государства Сомали, такие как Йифат и Адаль, контролировали торговые пути региона.
В XVIII веке Гулед Абди основал султанат Исаак, преемник султаната Адаль, со столицей в городе Тун. Султанат Исаак, занимавший значительную часть Африканского Рога, контролировал большую часть Сомалиленда, являясь его доколониальным предшественником. Развитая экономика султаната в значительной степени основывалась на торговле: главным торговым портом являлся город Бербера, также торговля велась через небольшой портовый город Бульхар. Через восточные порты Хейс, Карин и Эдь-Дарад осуществлялся экспорт ладана.
В конце XIX века Британская империя, заключив соглашения с кланами Хабр Аваль, Гархаджис, Хабр Джело, Варсангели, Исса и Гадабурси, учредила в регионе свой протекторат Британское Сомали. Дервиши, возглавляемые Мохаммедом Абдилле Хасаном, выступили против заключённых между британцами и султанами соглашений, и в начале XX века провели несколько последовательных войн против британских колонистов. Британские войска смогли окончательно победить дервишей лишь в ходе кампании 1920 года.
26 июня 1960 года протекторат обрёл независимость как государство Сомалиленд для того, чтобы пять дней спустя объединиться с Подопечной территорией Сомали, образовав единое государство Республика Сомали. В 1961 году органы управления Сомали взяли под свой контроль все государственные институты на территории Сомалиленда. Это было резко встречено жителями территории, в результате бойкотировавшими голосование по конституции Сомали в июне 1961 года. В декабре 1961 группа бывших военнослужащих армии Сомалиленда подняла восстание на севере страны, захватив несколько крупных городов и провозгласив по радио из Харгейсы окончание союза между Сомали и Сомалилендом.
В апреле 1981 создание Сомалийского национального движения (СНД) послужило причиной начала войны за независимость Сомалиленда. В разгар войны в 1988 году жесткие карательные меры правительства Сиада Барре, направленные на борьбу с СНД, базировавшимся в Харгейсе, и других вооружённых формирований, послужили одной из причин начала гражданской войны в Сомали, приведшей к краху экономической системы и военной инфраструктуры страны. После падения правящего режима Барре в начале 1991 года местные власти Сомалиленда, ведомые СНД, 18 мая 1991 в одностороннем порядке провозгласили независимость Сомалиленда от Сомали в границах, в которых страной была получена в 1960 году независимость от Великобритании.
С 1991 года Сомалиленд управляется демократически выборным правительством, стремящимся получить международное признание как независимая Республика Сомалиленд. Правительство поддерживает неформальные международные отношения с некоторыми государствами, присылающими в Харгейсу свои делегации. Эфиопия открыла в Харгейсе собственное торговое представительство. Однако самопровозглашённое государство не было официально признано ни одной страной или международной организацией. Сомалиленд является членом Организации наций и народов, не имеющих представительства (UNPO), объединения, состоящего из представителей непризнанных государств, национальных меньшинств, борющихся за самоопределение, а также оккупированных территорий.
1 января 2024 года был подписан Меморандум о взаимопонимании (англ. 2024 Ethiopia–Somaliland memorandum of understanding) между Эфиопией и Сомалилендом, по условиям которой Эфиопия получает доступ к морю через территорию Сомалиленда.

## Общее описание
На территории Сомалиленда (138 тыс. км²) проживает треть жителей Сомали (около 3 млн человек, 2003 год). Юридически провинция до сих пор считается частью Сомали, где все последние годы идут войны и переходное правительство не контролирует большую часть страны. Более половины сомалилендцев — сельские кочевники и скотоводы. В качестве официальных в Сомалиленде используются сомалийский, арабский и английский языки. В религиозном отношении практически все жители Сомалиленда — мусульмане-сунниты.
В 2003 году  на территории прошёл референдум, где, по его подсчётам, около 99 % жителей проголосовали за независимость и принятие новой Конституции Сомалиленда.

### Географическое положение
Сомалиленд расположен на восточном побережье Африки, в северной его части — между 08°00’ — 11°30’ северной широты и 42°30’ — 49°00’ восточной долготы. Государство граничит на западе с Джибути и Эфиопией на юге. На востоке — граница с таким же самопровозглашённым государством Пунтленд. Протяжённость береговой линии Сомалиленда 740 км, основная часть его приходится на Аденский залив. Сомалиленд по своей территории немногим больше Англии — его площадь равна 137 600 км².

### Природные условия

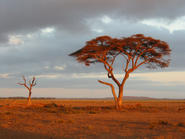
Типичный пейзаж Сомалиленда. Закат.

Климат Сомалиленда относится к тропическому муссонному типу. Возможно выделить четыре основных сезона: с апреля по июнь длится относительно дождливый весенний сезон, с июля по сентябрь его сменяет крайне сухое лето, затем в октябре-ноябре проходит короткая осень с её непродолжительными осадками, и за осенью следует длинная зимняя сушь, продолжающаяся с декабря по март. Согласно источникам, зима — самый дискомфортный период в регионе, как правило, её тяжело переносят люди и домашний скот. Если же весенних дождей оказывается недостаточно (а такое, согласно тем же источникам, случается в последнее время все чаще и чаще), то во время летнего сухого сезона (второго по счету за год) скот начинает массово гибнуть от обезвоживания и, по преимуществу, скотоводческое население Сомалиленда оказывается на грани голода.

### Осадки

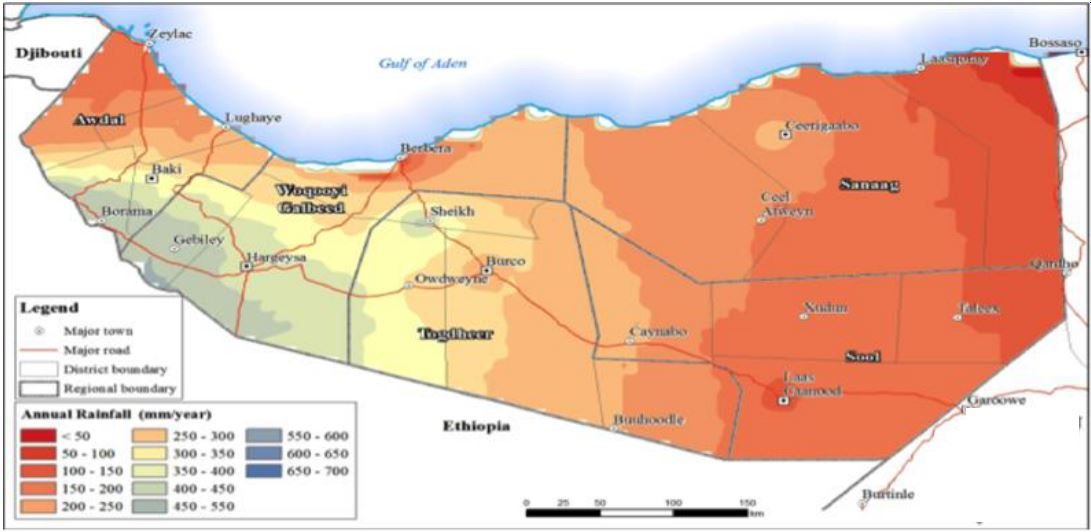
Количество осадков в Сомалиленде.

Температуры как правило, высокие в течение года, с максимумом от 36 °C до 38 °C в прибрежных районах. Сомалиленд имеет бимодальное распределение осадков. Первый основной сезон дождей, Гу, происходит в апреле и июне, а второй, Дейр, длится с августа по ноябрь. Два сухих сезона — это Джилал и Хагаа и происходят с декабря по март и с июля по август соответственно. В районах вокруг городов Шейх, Харгейса, Борама и Эригаво выпадает больше осадков. в среднем 400 мм в год. Северное побережье характеризуется низким уровнем осадков, составляющим меньше чем 100 мм в год. Остальная часть Сомалиленда получает годовое количество осадков от 200 до 300 мм.

### Рельеф
Северная часть страны холмиста, и во многих частях её высота колеблется между 900 и 2100 метрами над уровнем моря. Районы страны Авдал (сомал. Awdal), Саахиль (сомал. Saaxil) и Мароди Чех (сомал. Maroodi Jeex) гористы, при этом достаточно плодородны, а регион Тогдер (сомал. Togdheer) относится к полупустыням с низкой плодородностью почв. Регион Авдал известен своими островами, которые отличаются от всей остальной территории государства наличием коралловых рифов и влажных мангровых лесов.
Сомалиленд — засушливая территория, гораздо более бесплодная, чем южные районы Сомали. Ещё одна особенность — разнообразие природных зон: для некоторой части территории характерен низкогорный рельеф (высота до 2416 м — высокогорный рельеф (высшая точка — гора Шимбирис). Сомалиленд представляет собой поднимающийся уступами от Аденского залива край Эфиопского нагорья. Основные физико-географические регионы таковы: Губан — узкая прибрежная низменность с очень жарким климатом; Ого — параллельный побережью складчатый горный пояс с высотными отметками, превышающими 2 тыс. метров; Хауд — внутренние плато, где размещается основная часть населения страны; и, наконец, практически безводные, занятые песчаными пустынями котловины центральной части полуострова Сомали.

### Административное устройство

6 регионов Сомалиленда

| На карте | Регион         | Административный центр | Площадь, км² | Численность населения, чел. |
| -------- | -------------- | ---------------------- | ------------ | --------------------------- |
| 1        | Аудаль         | Борама                 | 21 370       | 417 тыс. (оц. 2007)         |
| 2        | Уокойи-Гальбид | Харгейса               | 28 830       | 1 190 тыс. (оц. 2007)       |
| 3        | Сахиль         | Бербера                | 13 930       | 436 тыс. (оц.2022)          |
| 4        | Тогдер         | Буръо                  | 38 660       | 941 тыс. (оц. 2007)         |
| 5        | Соль           | Ласъанод               | 25 030       | 115 306                     |
| 6        | Санаг          | Эригабо                | 53 370       | 530 тыс. (оц. 2007)         |

| Довоенные провинции Сомали | Площадь | Оценка численности населения 1.01.2007 | Оценка численности населения 1.01.2014 |
| -------------------------- | ------- | -------------------------------------- | -------------------------------------- |
| Аудаль                     | 21 374  | 417 311                                | 673 263                                |
| Северо-Западная провинция  | 28 836  | н/д                                    | 1 242 003                              |
| Тогдер                     | 38 663  | 941 832                                | 721 363                                |
| Санаг                      | 53 374  | 531 145                                | 544 123                                |
| Соль                       | 25 036  | 115 306                                | 327 428                                |
| Итого                      | 167 283 |                                        | 3 508 180                              |

|   | Города                                       | Население | Население | Население | Население | Население |
| - | -------------------------------------------- | --------- | --------- | --------- | --------- | --------- |
|   | Города                                       | 1997      | 2006      | 2009      | 2010      | 2014      |
| 1 | Харгейса (Столица)                           | 300 000   | 680 000   | 700 000   | 725 000   | 741 000   |
| 2 | Буръо (также возможно написание Бурао)       |           |           |           |           |           |
| 3 | Бербера                                      |           |           |           |           | 374 000   |
| 4 | Борама                                       |           |           |           |           |           |
| 5 | Эригабо                                      |           |           |           |           |           |
| 6 | Ласъанод (также возможно написание Лас-Анод) |           |           |           |           |           |
| 7 | Гебилей                                      |           |           |           |           |           |
| 8 | Зейла (также возможно написание Сайлак)      |           |           |           |           |           |
| 9 | Одуэйне (также возможно написание Одвейне)   |           |           |           |           |           |

## История
Ранее территория Сомалиленда называлась Британское Сомали (с 1887 года), в 1960 году Сомали получила независимость, когда объединились две бывшие колонии — Итальянское Сомали и Британское Сомали. При этом отдельного государства Сомалиленд де-факто так и не было создано (хотя формально Государство Сомалиленд существовало с 26 июня по 1 июля 1960 года независимо от других стран), а референдума среди жителей колонии по будущему статусу территории не проводилось, что, по мнению некоторых политологов, говорит о нарушении статьи 2
все народы … свободно устанавливают свой политический статус
 и статьи 4
…предоставить им (народам) возможность осуществить в условиях мира и свободы своё право на полную независимость
Декларации ООН «О предоставлении независимости колониальным странам и народам». Согласно другой точке зрения, данную декларацию не следует принимать во внимание, поскольку она была принята лишь в декабре 1960 года и не имеет обратной силы.
В 1991 году Сомали по сути перестаёт существовать как государство. Если на территории бывшего Итальянского Сомали образовалось множество «удельных княжеств» во главе с полевыми командирами, постоянно конфликтующими между собой, то на территории Сомалиленда обстановка была сравнительно мирной, а уровень жизни — намного выше. Этим и объясняется единодушие жителей на референдуме.

### Современное положение

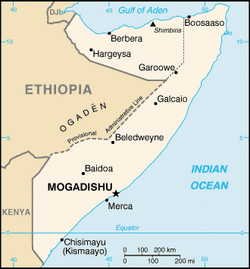
Карта Сомали и Сомалиленда (на севере обозначен пунктиром)

По состоянию на сегодня, несмотря на признаки государственности, официального признания Сомалиленд не получил.
В настоящее время[когда?] ситуация в Сомалиленде относительно стабильная — война в 2006 году между Союзом исламских судов, Эфиопией и федеральным правительством Сомали мало затронула Сомалиленд.
Летом-осенью 2011 года Сомалиленд в числе прочих восточно-африканских стран пострадал от засухи и голода.

## Население

### Демография
| Динамика численности населения по результатам переписи и последним официальным оценкам. | Динамика численности населения по результатам переписи и последним официальным оценкам. | Динамика численности населения по результатам переписи и последним официальным оценкам. | Динамика численности населения по результатам переписи и последним официальным оценкам. | Динамика численности населения по результатам переписи и последним официальным оценкам. | Динамика численности населения по результатам переписи и последним официальным оценкам. | Динамика численности населения по результатам переписи и последним официальным оценкам. | Динамика численности населения по результатам переписи и последним официальным оценкам. | Динамика численности населения по результатам переписи и последним официальным оценкам. | Динамика численности населения по результатам переписи и последним официальным оценкам. |
| 1997                                                                                    | 2006                                                                                    | 2009                                                                                    | 2010                                                                                    | 2011                                                                                    | 2012                                                                                    | 2014                                                                                    | 2016                                                                                    | 2017                                                                                    | 2018                                                                                    |
| --------------------------------------------------------------------------------------- | --------------------------------------------------------------------------------------- | --------------------------------------------------------------------------------------- | --------------------------------------------------------------------------------------- | --------------------------------------------------------------------------------------- | --------------------------------------------------------------------------------------- | --------------------------------------------------------------------------------------- | --------------------------------------------------------------------------------------- | --------------------------------------------------------------------------------------- | --------------------------------------------------------------------------------------- |
| 3 000 000                                                                               | ↗3 500 000                                                                              | ↗3 850 000                                                                              | ↗3 900 000                                                                              | ↗4 100 000                                                                              | ↗4 400 000                                                                              | ↘3 500 000                                                                              | ↗3 798 828                                                                              | ↗3 900 000                                                                              | ↗4 080 000                                                                              |

|       | Городское население | Сельское население | Кочевое население | Внутренние перемещенные лица | Итого     |
| ----- | ------------------- | ------------------ | ----------------- | ---------------------------- | --------- |
| Итого | 2 013 379           | 417 871            | 1 291 601         | 75 977                       | 3 798 828 |
| (%)   | 53,00               | 11,00              | 34,00             | 2,00                         | 100,00    |

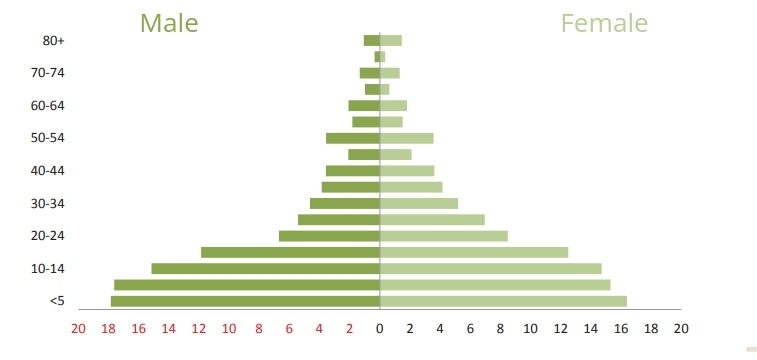
Возрастно-половая пирамида населения Сомалиленда на 2020 год

Когда-то население сильно характеризовалось своим кочевым образом жизни, но затем в Сомалиленде произошёл сильный процесс урбанизации, с городским населением уже превышающим 50 %. Однако значительная часть населения Сомалиленда все ещё не закрепилось на постоянном месте жительства — кочевое население составляет 34 % от общей численности населения.
В настоящее время в Сомалиленде очень молодое население, более 60 % которого находится в возрасте от 5 до 29 лет. Очень мало людей старше 65 лет, что отчасти является следствием низкой продолжительности жизни в стране.
| Младше 1 года | 1—4 лет | 5—29 лет | 30—64 лет | Старше 65 лет |
| ------------- | ------- | -------- | --------- | ------------- |
| 1 %           | 9 %     | 62 %     | 25 %      | 3 %           |

### Языковая ситуация
Большинство населения Сомалиленда говорит на одном или обоих основных языках государства: сомалийском или арабском. В то же время, согласно Статье 6 Конституции Республики Сомалиленд от 2001 г., официальным языком Сомалиленда признан сомалийский язык. Арабскому языку население обучается в школе, равно как и английскому. Английский язык — язык общения в школах Сомалиленда.
Сомалийский язык принадлежит к восточнокушитской языковой группе, носителями языков из которой являются народы, живущие в Эфиопии, Сомали, Джибути и Кении. Восточнокушитская группа является частью кушитской группы языков, которая, в свою очередь, является частью афроазиатской группы языков. Изо всей этой ветви языков арабский — самый часто употребляемый язык.
Основной диалект сомалийского языка — это так называемый общесомалийский (англ. Common Somali), термин, применимый к нескольким субдиалектам, носители которых могут с лёгкостью понимать друг друга. Общесомалийский диалект распространён на большей части Сомалиленда и Сомали, и на прилегающих к ним территориях (Эфиопия, Кения и Джибути), и используется как основной эфирный язык в эфире радиостанций Сомалиленда.
Способность к искусному владению вербальным мастерством высоко ценится в сомалилендском сообществе; способности персоны как романтического ухажёра, воина, политического или религиозного деятеля зависят от его искусности в речи. В таком обществе искусство устной поэзии приняло формы развитого художественного жанра, и по способности той или иной персоны к составлению стихов в одной или нескольких их формах можно судить о возможностях этого человека в подъёме своего статуса в обществе. Выступающие на политических или религиозных собраниях люди, а также юридические стороны по делу традиционно используют в своих выступлениях поэзию или, по крайней мере, поэтические иносказания или обороты речи. Даже повседневная устная речь жителя региона Сомалиленда стремится к поэтизации своих форм, яркому, выразительному стилю, характеризуемому тщательно подобранными словами и фразами, выдержанным их значением и аллегоричности смысла.
В дореволюционную эру существования государства английский язык стал доминирующим языком в системе школьного образования и правительстве страны. Так или иначе, превосходящим всё другое устремлением стало стремление к развитию социоэкономического слоя, основанного на знании иностранного языка. Относительно малая группа представителей народа сомалийцев, усвоивших иностранный язык, преимущественно английский, имела доступ к должностям в правительстве страны и немногочисленным рабочим местам на современных частных предприятиях. Такие люди часто становились заложниками культурной самоизоляции от своего общества, состоявшего из не-англоговорящих сомалийцев. Из-за того факта, что большинство средних школ и управленческих офисов находились в городских зонах, в большинстве случаев наблюдались серьёзные социоэкономические и лингвистические различия между городом и деревней.

### Религия

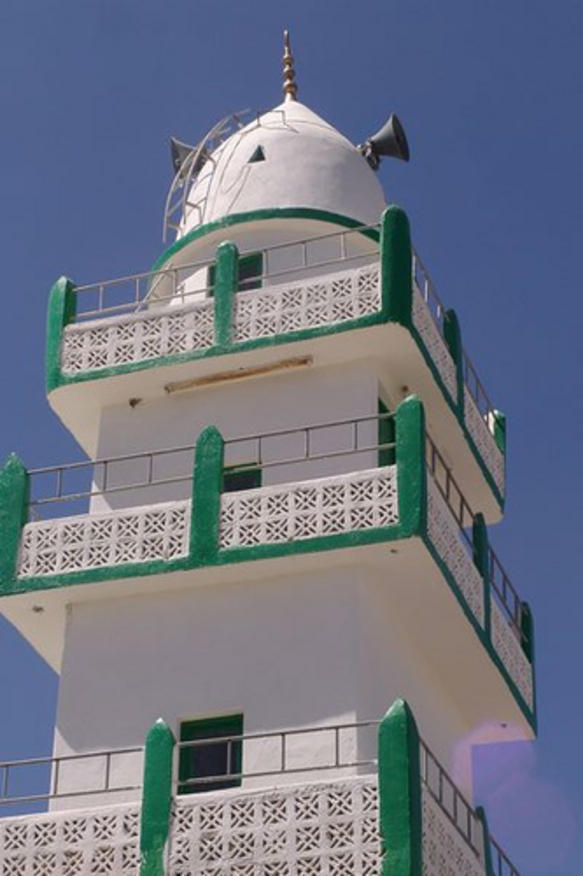
Минарет мечети Борма

Практически все сомалийцы — мусульмане суннитского толка шафиитского мазхаба; ислам — первичное и основное вероисповедание и государственная религия. Несмотря на сохранение в Сомалиленде следов верований времен доисламского периода, ислам крайне важен для определения чувства национальной самоидентификации сомалилендцев. Множество правил и норм социальной жизни народов Сомалиленда происходит именно из исламского права и обычаев; так, например, мужчины пожимают руки только мужчинам, и женщины пожимают руки только женщинам. Также в качестве примера можно привести табуизацию социального использования левой руки. Многие сомалийские женщины носят хиджаб в то время, когда они находятся в открытом обществе. В дополнение к вышеупомянутому, сомалийцы как нация воздерживаются от свинины, азартных игр и алкоголя. Мусульмане традиционно собираются в пятницу для молитвенных возношений (джума) и прослушивания проповеди имама. Степень соответствия данным правилам соответствует степени вовлечённости каждого человека в религию.
В стране также существует небольшая община индуистов и сторонников веры бахаи.

#### Христианство
По данным «Всемирной христианской энциклопедии» в середине 2000 года в Сомалиленде проживало 8,4 тыс. христиан, объединённых в 80 общин. Лишь немногие христиане могут открыто исповедовать свою веру; это французские и британские подданные, а также эфиопские беженцы. Остальные христиане Сомалиленда вынуждены скрывать свои религиозные убеждения (т. н. криптохристиане) и входят в общины изолированных «радио-верующих».
Свыше половины христиан Сомалиленда (4,4 тыс.) относятся к Эфиопской древневосточной православной церкви. Примерно 3,3 тыс. верующих входят в различные пятидесятнические и харизматические группы и домашние церкви. Две общины англикан насчитывают 320 человек. Церковь адвентистов седьмого дня, действующая с 1975 года, объединяет 300 человек (преимущественно эфиопских беженцев). Во времена колониального господства Британское Сомали находилось под ответственностью Римско-католического апостольского викариата Арабии. В 1970 году община католиков насчитывала 500 человек. В настоящее время в стране проживает 31 католик (2000 год).

## Национальные праздники
- Мухаррам — день траура по внуку пророка Мухаммеда имама Хусейна (подвижная дата)
- Ид аль-адха (курбан-байрам) — подвижная дата
- Маулид, день рождения пророка Мухаммеда — подвижная дата
- Ид аль-фитр (ураза-байрам), праздник разговения, завершающий рамадан — подвижная дата
- Ид аль-мирадж (раджаб-байрам) — мусульманский праздник в память о ночном путешествии Пророка из Мекки в Иерусалим и обратно
- 1 мая — День труда
- 18 мая и 19 мая — годовщина восстановления суверенитета (1991)
- 26 июня — День независимости (от Великобритании, 1960)

## Политическое устройство

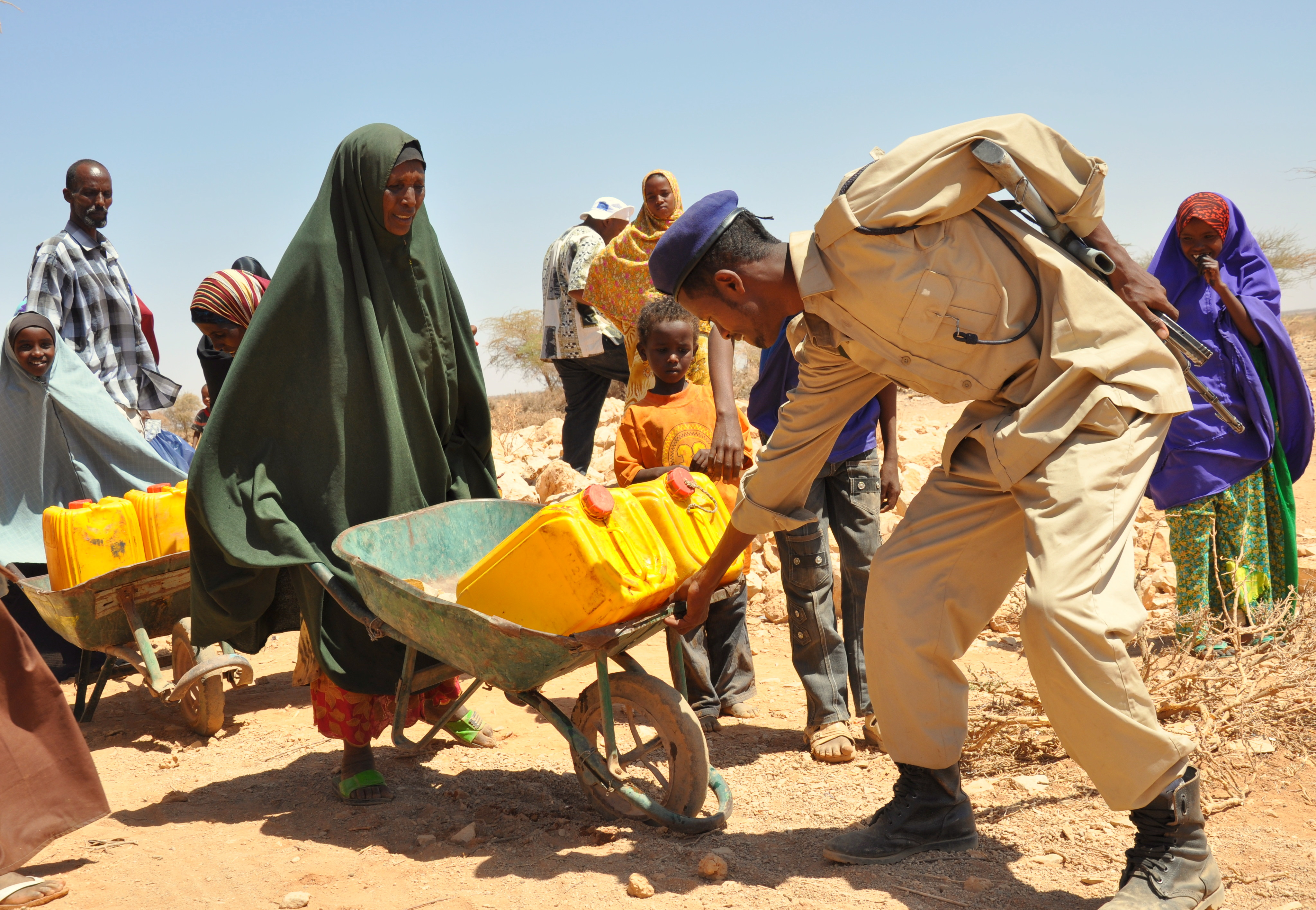
Сомалилендский полицейский помогает женщине в перевозке воды

Сомалиленд представляет собой гибридную систему правления — существует Конституция Сомалиленда, совмещающая в себе традиции местных обычаев и западноевропейские установления управления страной. Посредством межклановых собраний и конференций, кульминацией которых была Бурамская конференция (англ. Boorama Conference) 1993 года, была создана система управления «кабил» (сомал. qabil — клан или сообщество). Данная система состоит из исполнительного органа: президента, вице-президента и совета министров (двупалатного устройства), и независимой судебной системы.
Традиционный для Сомали совет старейшин (сомал. guurti) был превращен в правительственную структуру и ответственен за выбор Президента страны, равно как и за решение внутренних конфликтов Сомалиленда. Правительство стало основой коалиции главенствующих кланов Сомалиленда, с местами в верхней и нижней палатах, равно поделенными между кланами в соответствии с четко определённой формулой. В 2002 году, после нескольких расширений этой системы внутреннего управления, Сомалиленд, наконец, перешёл к многопартийной демократической форме правления, с выборами парламента Сомалиленда, состоящего из представителей шести партий. Такая система управления признана самой мирной за последние двадцать лет.
26 июня 2010 года в Сомалиленде прошли очередные президентские выборы.
Изначально запланированные на 27 марта 2017 года очередные президентские выборы из-за засухи были перенесены на 6 месяцев и состоялись 13 ноября 2017 года.
В ноябре 2024 года Абдирахман Мохамед Абдуллахи «Ирро» победил на президентских выборах в Сомалиленде.

## Международные отношения
Сомалиленд имеет политические отношения с Великобританией, Эфиопией, Бельгией, Ганой, ЮАР, Швецией и Джибути (кроме периода в 2006—2007 годах). 17 января 2007 года Евросоюз направил делегацию специалистов по международным отношениям в Сомалиленд с целью обсуждения возможностей дальнейшего развития отношений. Африканский Союз 29 января 2007 года также направил министра иностранных дел с целью обсуждения будущего международного признания государства, и 30 января министры иностранных дел обеих сторон заявили, что обсудят возможное признание независимости страны с другими государствами-членами Союза.
В июне 2007 года премьер-министр Эфиопии, Мелес Зенауи провёл пресс-конференцию с президентом Кахином, в ходе которого было обнародовано официальное коммюнике Министерства Иностранных Дел Эфиопии и Президента Сомалиленда, это было первое мероприятие, в котором Сомалиленд был представлен как признанное независимое государство. В то время, как данный факт не трактуется Эфиопией как признание независимости Сомалиленда, мероприятие представляется сторонам шагом к признанию мировым сообществом и, прежде всего, Африканским Союзом, независимости Сомалиленда.
21 ноября 2007 года президент Сомалиленда принял официальное участие во встрече глав Стран Содружества наций (англ. Commonwealth Heads of Government Meeting 2007), которая проходила в Уганде.
27 ноября 2007 года Анне-Марие Нейтс-Уттеброк, представительница Европейской партии либеральных демократов и реформаторов, одной из трёх главных партий Европейского союза, направила своё письмо Хавьеру Солане (Верховному представителю ЕС по иностранным делам и политике безопасности) и президенту Сомалиленда Дахиру Кахину; в своём письме политик выразила уверенность в необходимости признания суверенитета Сомалиленда Евросоюзом.
В декабре 2007 года американская администрация президента Буша обсуждала, поддержать ли США переходное правительство Сомали, или же признать независимость и обеспечить поддержку гласности Республике Сомалиленд.
18 мая 2011 года в Найроби в день 20-летия провозглашения независимости Сомалиленда и 9 июля того же года в Джубе на церемонии провозглашения независимости Южного Судана заместитель министра иностранных дел Кении Ричард Оньонка заявил, что Кения также планирует признать независимость Сомалиленда.
1 июля 2020 года между Сомалилендом и Китайской Республикой было подписано соглашение об открытии представительств для развития сотрудничества между двумя этими странами — не членами ООН. Ещё в 2009 между ними началось сотрудничество в сферах образования, морской безопасности и медицины.
В начале января 2024 года было объявлено о заключении сделки между Эфиопией и Сомалилендом, по условиям которой Эфиопия получает доступ к морю через территорию Сомалиленда.

### Споры по поводу границ

Контроль над территориями Сомали (данные на сентябрь 2024 года)

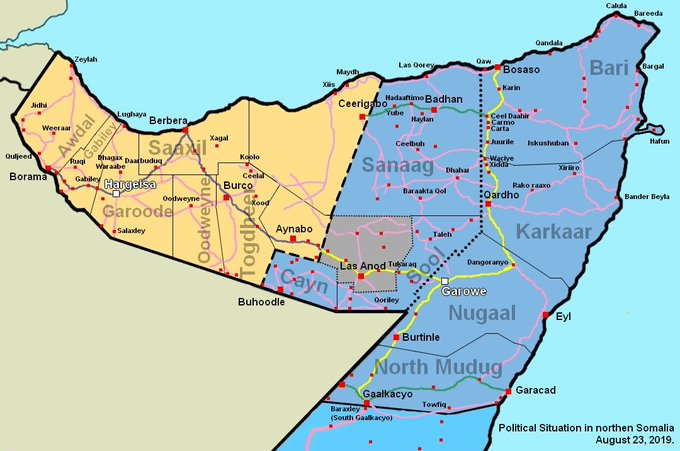
Территориальный спор между Пунтлендом и Сомалилендом (данные на август 2019 года)

Республика Сомалиленд продолжает утверждать, что является преемницей границ бывшего Британского Сомалиленда. Сомалиленд в настоящее время контролирует западную и южную части бывшего Британского Сомалиленда. Северо-восточный регион Маахир (сомал. Maakhir), заявил о независимости 1 июля 2007 года. Позднее он был полностью подчинён Пунтлендом и с 11 января 2009 полностью входит в его состав. Также Пунтленд с 2003 года практически полностью контролировал регион Соль (сомал. Sool), но с 2010 года благодаря успешным совместным действиям Сомалиленда и Эфиопии утратил свои позиции и на данный момент контролирует только восточную часть провинции. Также сепаратистское движение существует в западных пределах региона Авдал (сомал. Awdal). Согласно публикациям прессы, 
большинство из этих территориальных споров являются плодом неэффективного управления Сомалиленда и не являются политическими, так как, в основном, раздел территорий ведется за счет размежевания клановых земель.
Разногласия по земельному вопросу привели к жестоким столкновениям между Пунтлендом и Сомалилендом в октябре 2007 года, когда вооружённые силы Сомалиленда захватили Ласъанод (сомал. Laascaanood), столицу спорного региона Соль (см. Сул-Санааг-Айн). (См. подробно: Пунтленд-сомалилендский конфликт).
В западных регионах Авдал и Салал в 2010 году было объявлено о формировании новой автономной области в составе федерального Сомали. Именуемая как Авдаленд или Государство Адал, местная администрация не признает претензии правительства Сомалиленда на суверенитет или на свою территорию. Провозглашение Авдаленда является декларативным, т.к. вся его территория находится под контролем Сомалиленда.
Одной из причин постоянно возобновляемых многосторонних конфликтов является наличие обширных нефтяных полей на спорных территориях.

## Вооружённые силы
Вооружённые силы Сомалиленда (англ. Somaliland Armed Forces, сомал. Ciidanka Qaranka) — основная военизированная сила непризнанной Республики Сомалиленд, наряду с Сомалилендскими полицейскими силами (англ. Somaliland Police Force) и войсками внутренней безопасности; вместе перечисленные формирования составляют реальную силу Сомалиленда. В настоящее время в Сомалиленде насчитывается около 5000 служащих регулярного состава вооружённых формирований.
Сомалилендские вооружённые силы занимают крупнейшую часть плана бюджета страны, деля эту часть с полицией и войсками сил внутренней безопасности. В настоящее время ответственным за войска Сомалиленда является министр обороны страны Адан Майр Мохаммад.
Армия насчитывает 5 механизированных и пехотных бригад.

## Экономика
Основу экономики Сомалиленда составляет животноводство, грузоперевозки через порт Бербера, а также денежные переводы от проживающих за рубежом граждан данной непризнанной страны. После объявления независимости Сомалиленда, в стране наблюдается экономический рост, однако значительная часть населения по-прежнему живёт в нищете.

### ВВП
ВВП Сомалиленда в 2012 году оценивался в 1 558,4 млн долларов США. ВВП Сомалиленда на душу населения составлял $444 и считается одним из самых низких в мире. В экономике Сомалиленда преобладают секторы с низкой производительностью, где животноводство и розничная торговля делают до более 50 % ВВП. Домашний скот традиционно является основой экономики Сомалиленда, скотоводство дает 28,4 % от ВВП. Оптовая и розничная торговля (21,9 %), операции с недвижимым имуществом (7,6 %) и зерновые культуры (7,0 %) являются другими важными секторами. С другой стороны, сектора, которые являются ключевыми для экономического роста, такие как энергетика (1,0 %) и финансы (0,3 %), имеют ограниченное влияние.
|                                            | 2012 | 2013 | 2014 | 2015 | 2016 | 2017 |
| ------------------------------------------ | ---- | ---- | ---- | ---- | ---- | ---- |
| ВВП, в текущих ценах (млн долларов США)    | 1586 | 1831 | 2011 | 2201 | 2322 | 2573 |
| ВВП, в постоянных ценах (млн долларов США) | 2014 | 2088 | 2185 | 2201 | 2248 | 2226 |
| ВВП на душу населения, (доллар США)        | 478  | 537  | 573  | 610  | 626  | 675  |

### Валюта и текущая валютная проблематика
Сомалилендский шиллинг, несмотря на его стабильность, не является признанной международной валютой, и единого установленного курса обмена не существует. Проблематика национальной валюты регулируется Национальным банком Сомалиленда, центральным банком страны, основанным в 1994 году в соответствии с Конституцией страны.

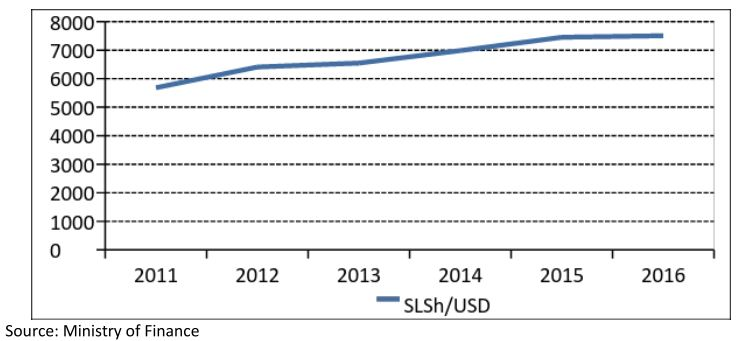
Курс сомалилендского шиллинга к доллару 2011—2016

По состоянию на 2008 год, в стране официально существуют два банка — Банк Сомалиленда (англ. Bank of Somaliland) и Коммерческий Банк Сомалиленда (англ. Commercial Bank of Somaliland). Центральным банком страны является Банк Сомалиленда, однако Коммерческий Банк Сомалиленда является равным ему по величине и уровню развития. В Сомалиленде из-за непризнания страны другими государствами отсутствует банковская сеть и всемирно аффилированные банки, поэтому их роль и функции, в основном, выполняют системы денежных переводов. Основными задачами Банка Сомалиленда являются борьба с инфляцией и поддержание национальной валюты.
|         | 2012 |
| ------- | ---- |
| Экспорт | 387  |
| Импорт  | 883  |
| Сальдо  | −496 |

### Внешние экономические отношения

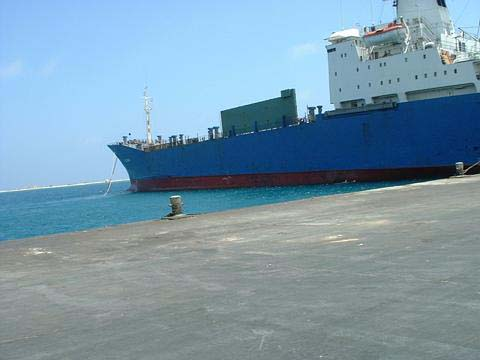
Сухогруз на разгрузке в доке порта Бербера, Сомалиленд. 2007 г.

Объём сомалилендского экспорта, равно как и вся экономика, держится практически полностью на животноводческом секторе — поставках мяса и ориентировочно составляет 24 миллиона голов. В 1996 году 3 миллиона голов были экспортированы на Ближний Восток. В 1998 году этот экспорт был сильно осложнен запретом Саудовской Аравии на ввоз говядины в страну (тогда в мясе был найден вирус). Запрет был снят в 2006 году, что позволило отрасли и экономике страны в целом начать восстановление после падения. Другими статьями экспорта значатся продукты кожевенной промышленности. Также в стране производятся такие товары как мирра, ладан, востребованные по всему миру.
Аграрная промышленность рассматривается экспертами и специалистами как достаточно перспективная отрасль, особенно в отношении производства хлебных зерновых и других сельскохозяйственных культур.
Горная промышленность также имеет свой потенциал: на территории страны имеются залежи полезных ископаемых. Недавние исследования показали, что Сомалиленд располагает обширными запасами нефти и природного газа, как в пределах береговой черты, так и на морском дне. Присутствующие запасы могут быть использованы страной и мировым сообществом, однако из-за непризнанного статуса страны иностранные компании не в состоянии извлечь из них какую-либо выгоду.
Со времён эфиопо-эритрейской войны Сомалиленд занял положение важного экспортного порта для Эфиопии, две страны подписали ряд документов, согласно которым порт Берберы будет занят экспортом-импортом товаров для Эфиопии.

## Транспорт

### Наземный транспорт
Наземный транспорт является основным видом транспорта для перемещения товаров и людей в Сомалиленд. Более 99 % движения товаров и людей внутри страны зависит от дорожной транспортной системы Сомалиленда, в частности, другие виды транспорта, такие как железнодорожная сеть, не существуют. По оценкам, общая дорожная сеть в Сомалиленде составляет около 9035 км, из которых 1010 км асфальтированные дороги, 1225 км — грунтовые дороги, и около 6800 км грунтовой дороги трассы со сложным двигательным статусом, особенно в дождливые сезоны.
За период НДП (2012—2016 гг.) Асфальтированные дороги увеличились с 770 км до 1010 км. Фонд развития Сомалиленда инвестировал в восстановление дорог с твёрдым покрытием протяжённостью 149,5 км, которые в том числе 130,3 км асфальтированной дороги между Харгейсой и Шейхом и в восстановление 19,2 км асфальтированной дороги между Кала-Байдхом и Дилой.

### Морской транспорт
Сомалиленд расположен вдоль стратегического южного побережья Аравийского моря (Аденский залив) с береговой линией, которая тянется примерно на 800 км. Порт Бербера является главным морским портом Сомалиленда, и недавно как важный региональный порт для Африканского Рога. Дирекция порта Бербера играет важную роль в управление международными товарами, прибывающими и местными производствами, покидающими страну, будучи значительным каналом для экономики Сомалиленда. Недавние инвестиции, сделанные Dubai Ports World, усовершенствуют Берберский порт, и он будет обрабатывать более 100 000 контейнеров в год, что значительно увеличит экономику Сомалиленда.

## Образование
Сомалиленд имеет собственное министерство образования, так же как Пунтленд, они не зависят от центрального министерства, и, соответственно, не получают от него финансирования. С началом гражданской войны ситуация с образованием резко ухудшилась. Заботу о школьном образовании перепоручили местному самоуправлению. Возник ряд проблем с доступом к образованию по половому признаку, по качеству образования, была острая нехватка материальных ресурсов, денежных средств и преподавательского состава. Однако, Сомалиленд первым из регионов Сомали ввёл бесплатное начальное образование. Получение высшего образование в стране возможно только при окончании среднего. Имеется ряд небольших учебных заведений предоставляющих такое образование. В основном они расположены в городе Харгейса. Один из таких университетов Abaarso Tech. Преподавание в Abaarso Tech ведётся на английском языке, представляет собой интернат, обучение смешанное, 4 года, первый ВУЗ в Сомали, начавший работать с MBA. Кроме этого есть курсы английского для населения, а дважды в неделю преподаватели работают в обычных школах города.
Также в Харгейсе расположены Admas University College, созданный в 2006 году автономный филиал эфиопского университета, один из ведущих вузов региона, работает, в основном, по дистанционному принципу, тесно сотрудничает с Cisco и университетом Любека, имеет в своём составе уникальный для Сомали автономный научный институт — Сомалилендский центр социальных и экономических исследований, Университет Голлис, Университет Харгейсы — государственный университет, основан в 2000 году, более 2600 студентов, кроме высшего образования имеет краткосрочные курсы повышения квалификации для учителей, IT-специалистов и других профессий, Hope University (неправительственный университет основанный в 2008 году), Сомалилендский технологический университет — частный университет, основан в 2000, университет с 2007, единственный автономный технический университет Сомалиленда, сотрудничает с африканскими университетами, прежде всего с суданскими, сайт — http://www.somalilanduniversity.org/). Кроме этого есть Санаагский университет науки и технологии в Эригаво, Университет Буръо в Буръо (создан в 2004 году, входящий в 6000 лучших университетов Африки, кроме высшего образования занимается повышением квалификации учителей начальных классов и филиалы Университета Голлис в Буръо и Бербере. Стоит отметить большую роль религиозного образования, не только в отдельных образовательных учреждениях, но и в остальных. Планируется создать ещё один университет в Харгейсе — Omar Hashi International University, и в спорном городе Ласъанод — Университет Гулед.

## Туризм и достопримечательности
| Город     | Число сотрудников | Число отелей | Число комнат | Число кроватей |
| --------- | ----------------- | ------------ | ------------ | -------------- |
| Харгейса  | 871               | 66           | 1915         | 2180           |
| Бурко     | 134               | 22           | 323          | 352            |
| Борама    | 116               | 11           | 216          | 300            |
| Бербера   | 248               | 16           | 473          | 624            |
| Серигаабо | 21                | 5            | 131          | 172            |
| Габилей   | 114               | 17           | 606          | 791            |
| Итого     | 1504              | 137          | 3664         | 4419           |

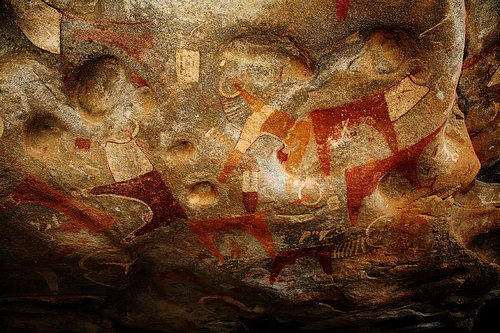
Наскальные рисунки в Лаас-Гаале

- Лаас-Гааль (также возможно написание Лас Гил). Комплекс пещер Лаас-Гааль с наскальными изображениями является одним из крупнейших и древнейших памятников древней культуры в Африке, его примерный возраст — около 10000 лет. Основные сюжеты — изображения домашнего скота и скотоводов-охотников[35], также присутствуют изображения жирафов, обитавших в данном регионе несколько тысячелетий назад. В переводе с сомалийского языка «Лаас-Гааль» означает «Верблюжий колодец». В декабре 2002 года этот огромный пещерный комплекс с наскальной живописью обнаружила французская научная экспедиция[35]. Согласно заявлениям учёных, Лаас-Гиль является самым значимым памятником эпохи неолита во всей Африке[35].

- В Сомалиленде широко распространено такое орудие труда как хангол, с помощью которого местное население сооружает изгороди (зарибы). Ханголы могут разрисовываться и покрываться лаком, продаваться как сувенир для туристов. Стоимость его от полутора до трех долларов.